# Beto (fotbollsspelare född 1975)
Joubert Araújo Martins, känd som Beto, född 7 januari 1975, är en brasiliansk tidigare fotbollsspelare.
Beto spelade elva landskamper för det brasilianska landslaget. Han deltog bland annat i Copa América 1995, Copa América 1999 och Fifa Confederations Cup 1999.